# 마테우스 보나지망 세라핑
마테우스 보나지망 세라핑(포르투갈어: Matheus Bonadiman Serafim, 1998년 5월 14일~)은 브라질의 축구 선수이다.

## 참고 문헌
- “KFA 통합경기정보 시스템”. 대한축구협회.
- “K리그 데이터 포털”. 한국프로축구연맹.
- “마테우스 보나지망 세라핑”. 《트랜스퍼마크트》.
- “마테우스 보나지망 세라핑”. 《수원 삼성 블루윙즈 FC》. 수원삼성축구단.